# Покегама (тауншип, Миннесота)
Покегама (англ. Pokegama) — тауншип в округе Пайн, Миннесота, США. На 2000 год его население составило 2570 человек.

## География
По данным Бюро переписи населения США площадь тауншипа составляет 142,5 км², из которых 133,7 км² занимает суша, а 8,8 км² — вода (6,20 %).

## Демография
По данным переписи населения 2000 года здесь находились 2570 человек, 994 домохозяйства и 761 семья.  Плотность населения —  19,2 чел./км².  На территории тауншипа расположено 1468 построек со средней плотностью 11,0 построек на один квадратный километр. Расовый состав населения: 98,29 % белых, 0,19 % афроамериканцев, 0,70 % коренных американцев, 0,16 % — других рас США и 0,66 % приходится на две или более других рас. Испанцы или латиноамериканцы любой расы составляли 0,54 % от популяции тауншипа.
Из 994 домохозяйств в 29,1 % воспитывались дети до 18 лет, в 68,8 % проживали супружеские пары, в 4,2 % проживали незамужние женщины и в 23,4 % домохозяйств проживали несемейные люди. 18,5 % домохозяйств состояли из одного человека, при том 6,5 % из — одиноких пожилых людей старше 65 лет. Средний размер домохозяйства — 2,57, а семьи — 2,91 человека.
24,2 % населения — младше 18 лет, 5,3 % — в возрасте от 18 до 24 лет, 28,0 % — от 25 до 44, 26,1 % — от 45 до 64, и 16,5 % — старше 65 лет. Средний возраст — 40 лет. На каждые 100 женщин приходилось 105,9 мужчин.  На каждые 100 женщин старше 18 приходилось 105,9 мужчин.
Средний годовой доход домохозяйства составлял 41 604 доллара, а средний годовой доход семьи —  44 559 долларов. Средний доход мужчин —  29 417  долларов, в то время как у женщин — 21 667. Доход на душу населения составил 19 027 долларов. За чертой бедности находились 5,2 % семей и 7,3 % всего населения тауншипа, из которых 5,8 % младше 18 и 6,7 % старше 65 лет.